# جين غيلبرت
جين غيلبرت (بالإنجليزية: Jane Gilbert)‏ هي باحثة نيوزيلندية، ولدت في 1955.